# Pareas komaii
Espèce
Synonymes
- Amblycephalus kuangtungensis Vogt, 1922
- Amblycephalus yunnanensis Vogt, 1922
- Amblycephalus niger Pope, 1928
- Amblycephalus komaii Maki, 1931

Pareas komaii est une espèce de serpents de la famille des Pareatidae.

## Répartition
Cette espèce est endémique de Taïwan.

## Publication originale
- Maki, 1931 : Monograph of the Snakes of Japan. Dai-ichi Shobo, Tokyo, vol. 1, no 7, p. 1-240.